# Attinghausen
Attinghausen és un municipi del cantó d'Uri a Suïssa.

## Història
Attinghausen es menciona per primera vegada el 1240 com Attingenhusen.

## Geografia
Attinghausen té una superfície, el 2006, de 468 km² (181 milles quadrades). D'aquesta zona, el 35,3% s'utilitza per a usos agrícoles, mentre que el 17,5% és bosc. De la resta del terreny, l'1,7% està construït (edificis o carreteres) i la resta (45,5%) no productiu (rius, glaceres o muntanyes) En la prospecció de terres de 1993/97, el 13,6% de la superfície estava fortament boscosa, mentre que el 2,9% està cobert per arbres petits i arbustos. De les terres agrícoles, el 0,2% s'utilitza per a l'agricultura o pastures, mentre que el 4,8% s'utilitza per a horts o conreus de vinya i un 30,3% per a pastures alpines. De les zones assentades, el 0,9% està cobert d'edificis, el 0,4% es classifica com a novetats especials i el 0,3% és infraestructura de transport. De les àrees no productives, el 0,1% és aigua permanent (estanys o llacs), un 0,9% és aigua fluïda poc productiva (rius), un 36,1% és massa rocosa per a vegetació i un 8,4% és una altra de terra poc productiva.
El municipi es troba al voltant d'un pont sobre el Reuss.

## Demografia
El 2017, Attinghausen té una població de 1711 habitants. El 2007, el 4,2% de la població era de nacionalitat estrangera. En els darrers deu anys la població ha crescut a un ritme del 4,8%. La majoria de la població (uns 2000) parla alemany (96,6%), sent el serbocroata el segon més habitual (0,7%) i el tercer l'holandès (0,5%). El 2007, la distribució per sexe de la població va ser de 50,9% homes i 49,1% dones.
A Attinghausen, aproximadament, el 71,9% de la població (entre 25 i 64 anys) ha completat l'ensenyament secundari no obligatori o l'educació superior addicional (universitat o Fachhochschule).
Attinghausen té una taxa d'atur del 0,53%. A 2005, hi havia 102 persones ocupades en el sector econòmic primari i aproximadament 44 empreses implicades en aquest sector. 80 persones ocupaven el sector secundari i hi havia deu empreses. 153 persones ocupaven el sector terciari, amb 19 empreses d'aquest sector.
La població històrica es presenta a la taula següent:
| any  | habitants |
| ---- | --------- |
| 1743 | 354       |
| 1799 | 484       |
| 1850 | 516       |
| 1900 | 528       |
| 1950 | 993       |
| 2000 | 1,487     |